# Bucheggberg
Het district Bucheggberg in het kanton Solothurn is nagenoeg volledig omgeven door het kanton Bern. Het heeft een oppervlakte van 62,86 km² en heeft 7322 inwoners (eind 2004). De hoofdplaats is Mühledorf.
Het district bestaat uit de volgende gemeenten:
| Gemeentenaam          | Inwoners (31,12,2004) | Oppervlakte (km²) |
| --------------------- | --------------------- | ----------------- |
| Aetigkofen            | 184                   | 2,03              |
| Aetingen              | 284                   | 2,85              |
| Balm bei Messen       | 113                   | 2,15              |
| Bibern                | 213                   | 2,99              |
| Biezwil               | 317                   | 4,18              |
| Brügglen              | 196                   | 1,70              |
| Brunnenthal           | 203                   | 0,91              |
| Gossliwil             | 192                   | 1,98              |
| Hessigkofen           | 244                   | 2,25              |
| Küttigkofen           | 257                   | 2,17              |
| Kyburg-Buchegg        | 311                   | 1,61              |
| Lüsslingen            | 483                   | 3,22              |
| Lüterkofen-Ichertswil | 701                   | 4,40              |
| Lüterswil-Gächliwil   | 338                   | 3,09              |
| Messen                | 1013                  | 7,05              |
| Mühledorf             | 331                   | 3,32              |
| Nennigkofen           | 496                   | 4,60              |
| Oberramsern           | 99                    | 1,77              |
| Schnottwil            | 972                   | 7,19              |
| Tscheppach            | 182                   | 1,86              |
| Unterramsern          | 193                   | 1,54              |

Bucheggberg · Dorneck · Gäu · Gösgen · Lebern · Olten · Solothurn · Thal · Thierstein · Wasseramt